# John Pellam
John Pellam je fiktivní postava v knihách Jefferyho Deavera. Pracuje jako hledač exteriérů pro jednu filmovou společnost a občas se snaží nějaký film natočit. Dříve pracoval jako kaskadér, poté jako režisér, ale při režírování jednoho filmu obstarával herci v hlavní roli drogy (nelegálně). Herec kvůli tomu zemřel na infarkt a Pellam si musel odsedět jeden rok v San Quentinu za zabití. Nemá trvalé bydliště, cestuje po USA v karavanu. Pochází ze státu New York.

## Romány
- Mělké hroby
- Krvavá řeka
- Pekelná kuchyně (orig. Hell's Kitchen), česky Ostrava: Domino 2006, přel. Zuzana Pernicová